# سیل ۲۰۲۲ هند-بنگلادش
سیل ۲۰۲۲ هند-بنگلادش در ماه مهٔ آغاز شد که در شمال شرق هند و بنگلادش خسارت‌های زیادی به بار آورد. در مجموع بیش از ۹ میلیون نفر در هر دو کشور بر اثر سیل خسارت دیدند و ۳۰۰ نفر هم کشته شدند.
تا روز ۲۲ زوئن ۲۰۲۲، گزارش شده بود که میلیون‌ها نفر از مردمی که بر اثر سیل خسارت دیده‌اند به غذا و دارو، نیاز فوری دارند.